# Kraftwerk Bremen-Hafen

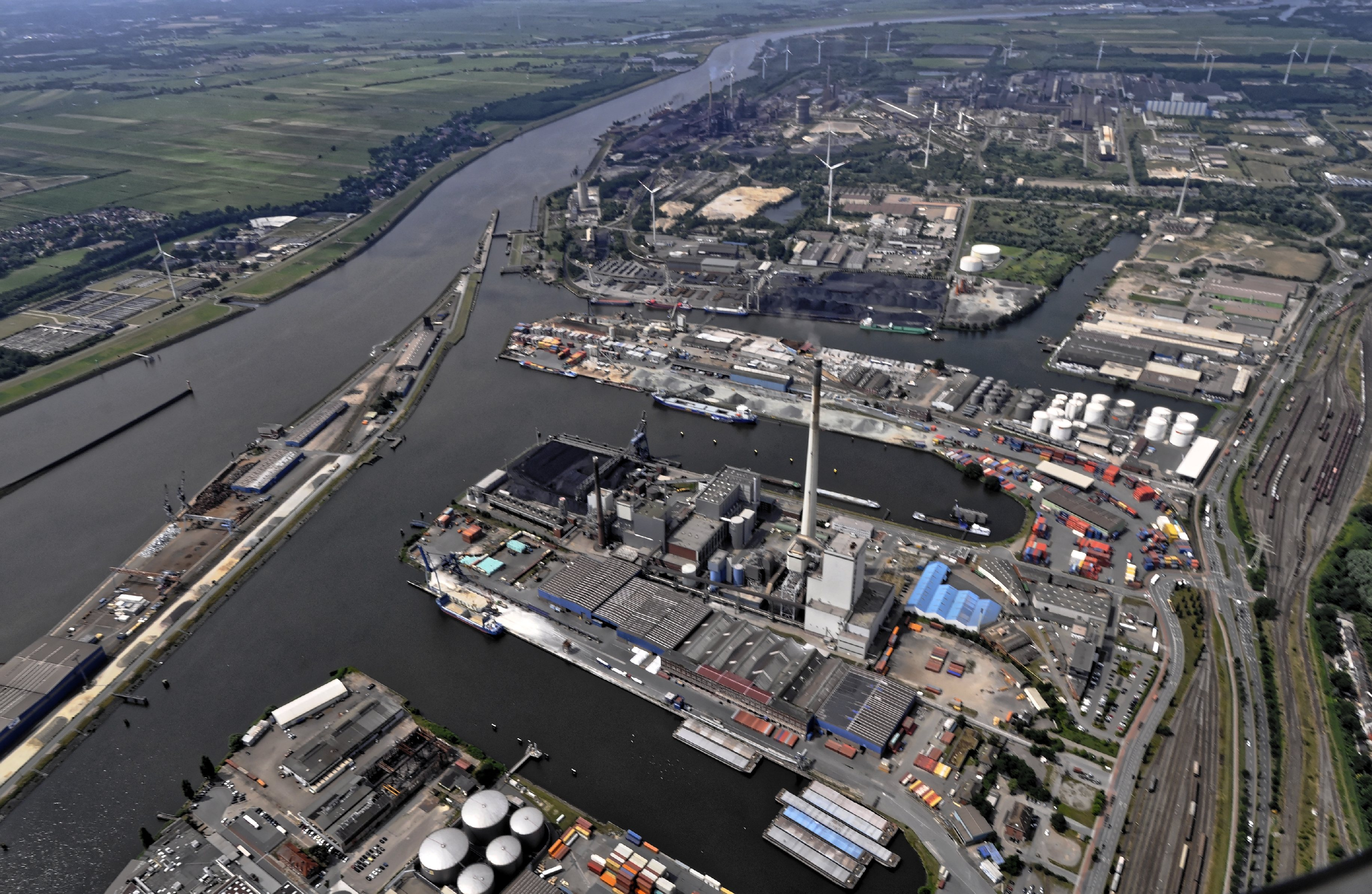
Das Kraftwerk von oben

Das Kraftwerk Bremen-Hafen wurde 1957 im zum Bremer Stadtteil Häfen gehörenden Ortsteil Industriehäfen gebaut. Es liegt am rechten Weserufer im Norden von Bremen und war zunächst ein konventionelles Kohlekraftwerk. Das Kraftwerk wird von der swb Erzeugung AG & Co. KG betrieben. Auf dem Betriebsgelände wurde 2009 auch das Mittelkalorik-Kraftwerk Bremen in Betrieb genommen, dessen Dampfkreislauf in das Dampfnetz des Kraftwerks Hafen eingebunden ist. 2020 hat die Planung einer Klärschlammverbrennungsanlage begonnen, Baubeginn war 2021.

## Geschichte

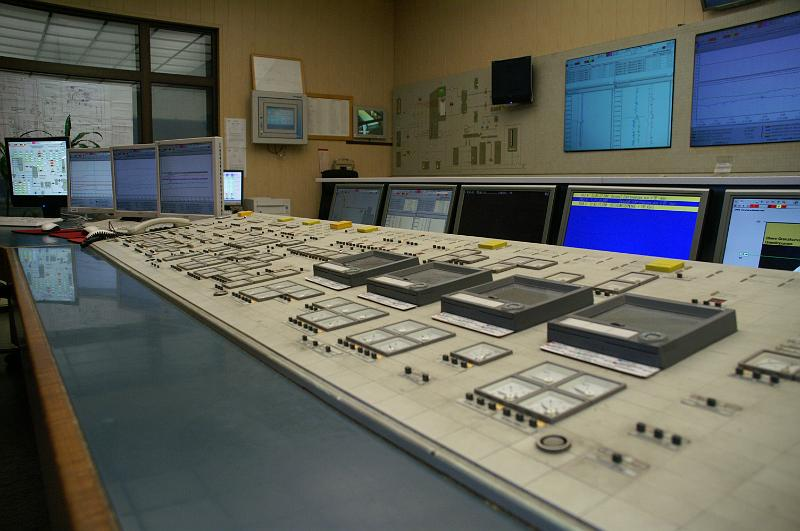
Pult zur Steuerung des Kraftwerk Bremen-Hafen

Im Jahr 1957 wurde das Kohlekraftwerk mit zwei Kraftwerksblöcken gebaut. Hintergrund war der steigende Strombedarf der damaligen Klöckner Hütte (heute ArcelorMittal). Die beiden Kraftwerksblöcke erhalten eine lastabhängige Steuerung, um kurzzeitige Laststöße der Stahlhütte abzufangen.
Es folgen 1962 und 1964 zwei weitere Blöcke.
1968 kommt der 140 MW leistungsstarke Block 5 und 1979 Block 6 hinzu.
Block 6 verfügt über einen 256 Meter hohen Kamin, welcher das höchste Bauwerk in Bremen ist.
Bei Stilllegung verfügten beide Blöcke über 416 Megawatt elektrische und 56 Megawatt thermische Leistung, die thermische Leistung wurde vom MKK übernommen.
Das Heizkraftwerk produziert durch Kraft-Wärme-Kopplung sowohl Strom als auch Fernwärme für den Bremer Westen.
Am 4. November 2011 beschlossen die Aufsichtsräte der swb AG und deren Mehrheitseigner EWE AG in zwei außerordentlichen Sitzungen, 47 Millionen Euro für einen so genannten Retrofit von Block 6 bereitzustellen. Durch die von August bis Oktober 2013 durchgeführten Arbeiten ist die Laufzeit des Blocks bis 2025 verlängert worden. Zudem erhöhte sich der Wirkungsgrad um 2,5 Prozent und seine Leistung um 22 auf 300 Megawatt netto. Die Erhöhung der Energieeffizienz bringt auch eine Minderung der spezifischen CO2-Belastung pro erzeugter Kilowattstunde mit sich. Bündnis 90/Die Grünen Bremen kritisierten in einer Pressemitteilung, dass man in Zeiten der Energiewende noch zusätzliche Jahre an Kraftwerken mit fossilen Brennstoffen festhalte und die Modernisierung finanzielle Mittel binde, die man zum Ausbau erneuerbarer Energiequellen einsetzen könnte.
Anfang 2014 wurde Block 5 in die Kaltreserve überführt.
Zum 7. Juli 2021 wurde der Block 6 aus der Kaltreserve endgültig stillgelegt.
Im Januar 2021 wurde mit dem Bau einer Klärschlammverbrennungsanlage auf dem Gelände begonnen, Betriebsbeginn soll im Herbst 2022 sein.

## Technische Daten
| Nettoleistung    | 29 MW elektr. (MKK)             |
|                  | 56 MW therm. (MKK)              |
| Energieerzeugung | ca. 235.000 MWh/a elektr. (MKK) |
|                  | ca. 95.000 MWh/a therm. (MKK)   |
| Inbetriebnahme   | Block 5 1968–2017               |
|                  | Block 6 1979–2021               |
|                  | MKK 2009                        |

Der Netzanschluss erfolgt auf der 110-kV-Hochspannungsebene in das Stromnetz des Verteilnetzbetreibers Wesernetz.